# CELP
CELP(Code Excitation Linear Prediction)는 음성 부호화 기술로 현재 거의 주로 사용되는 G.729, AMR, iLBC EVRC 등이 CELP 기반의 음성 부호화기이다.
본 기법은 음성이 선형예측(linear_prediction)을 통해 얻을 수 있다는 가정으로 개발된다. 음성을 부호화하는 데 있어서 선형예측 계수와 여기신호(excitation signal)로 이루어진다.
일반적으로 선형 예측 계수는 LSP를 이용하여 부호화되며 여기신호는 몇 개의 codebook을 이용하여 부호화한다. CELP를 기반으로 발전한 부호화 기법으로는 ACELP, CS-CELP 등이 있다.

## 같이 보기
- MPEG-4 파트 3
- G.728
- G.718
- G.729.1
- CELT